# 麥克斯維爾 (堪薩斯州)
麥克斯維爾（英語：Macksville）是一個位於美國堪薩斯州斯塔福德縣的城市。

## 地方資料
根據2020年美國人口普查的數據，麥克斯維爾的面積為2.59平方千米，當中陸地面積為2.59平方千米，而水域面積為0.00平方千米。當地共有人口471人，而人口密度為每平方千米181.85人。